# Lapeirousia
Lapeirousia är ett släkte av irisväxter. Lapeirousia ingår i familjen irisväxter.

## Bildgalleri

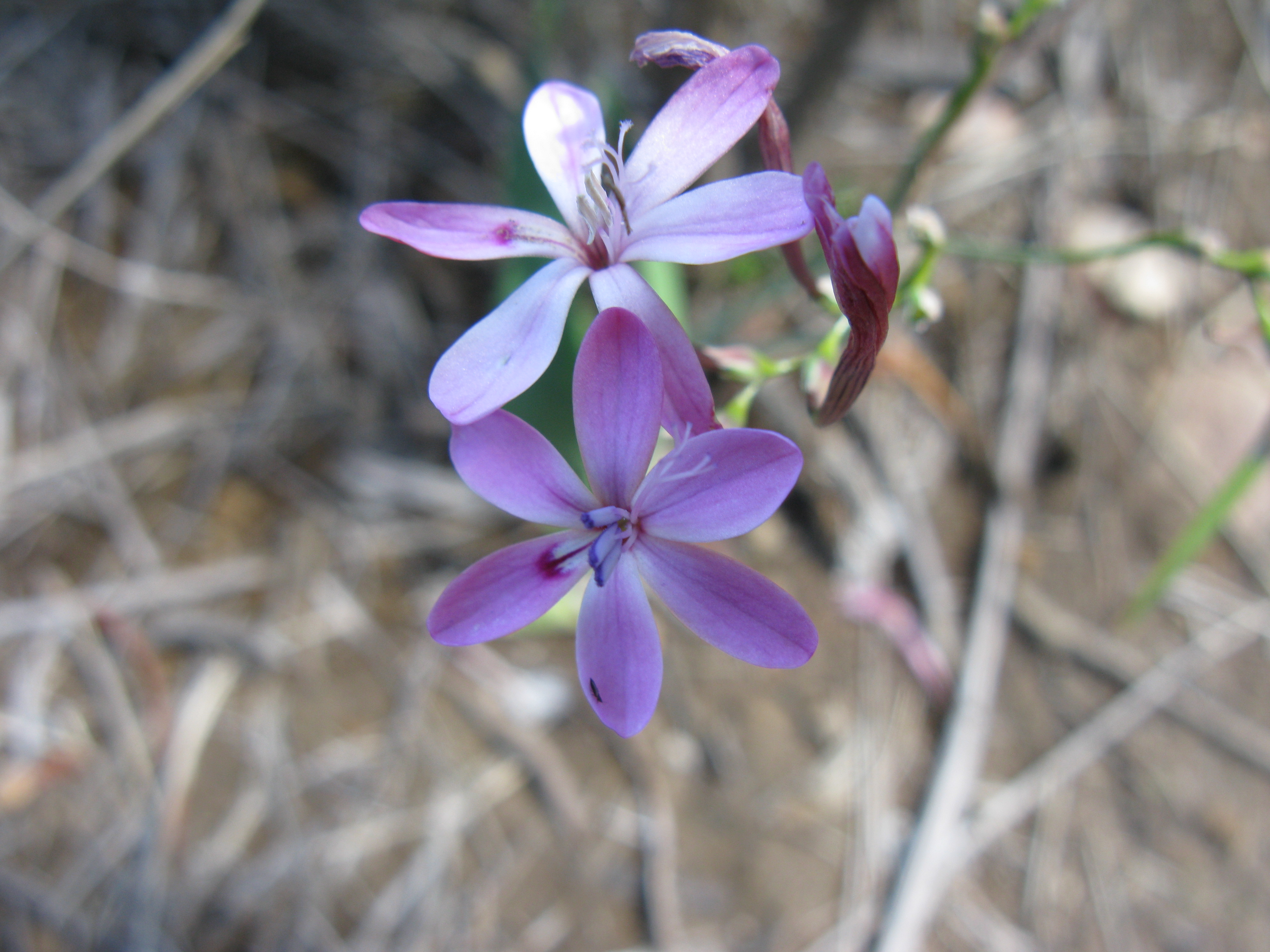
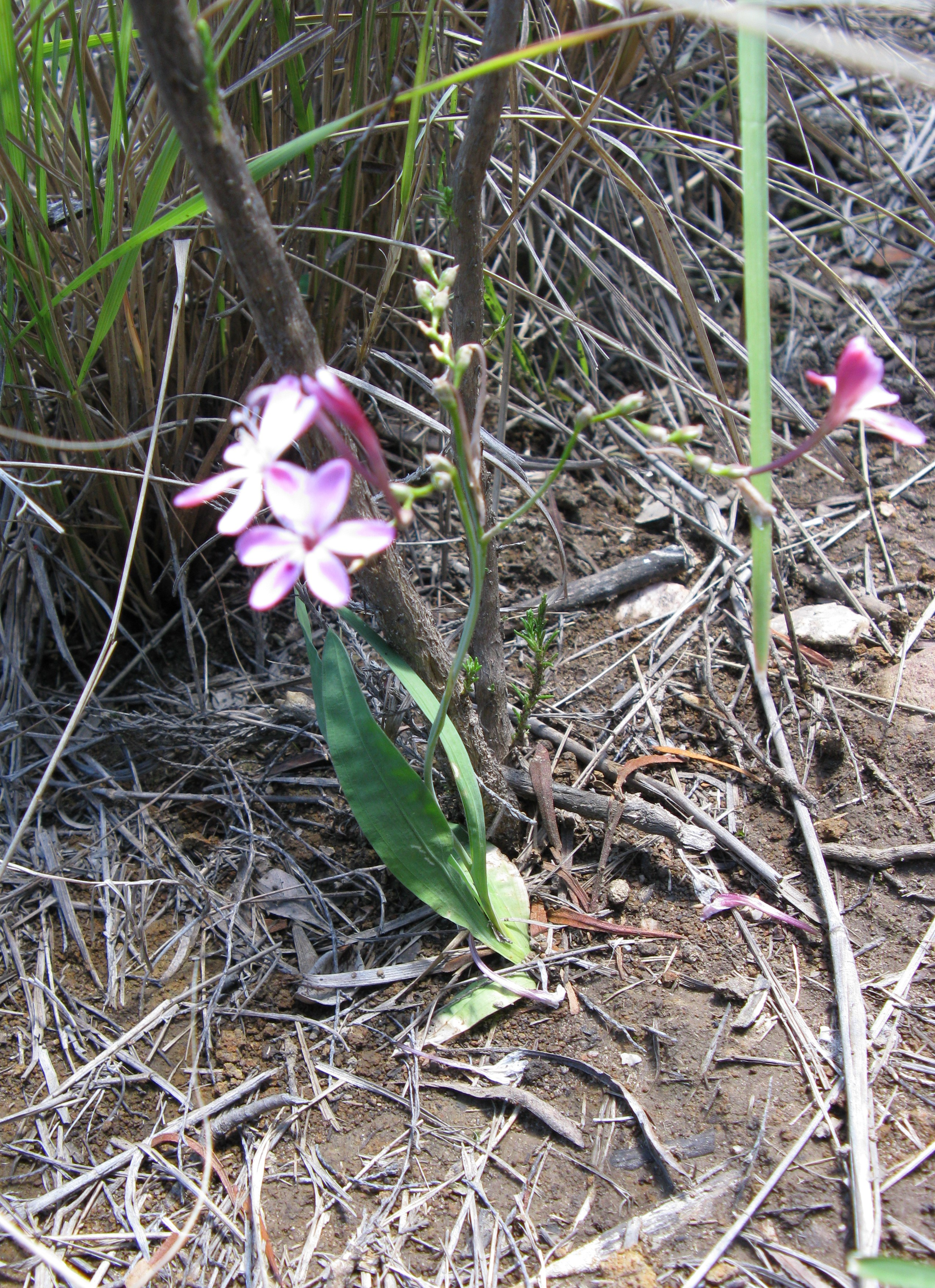

## Dottertaxa tillLapeirousia, i alfabetisk ordning[1]
- Lapeirousia abyssinica
- Lapeirousia anceps
- Lapeirousia arenicola
- Lapeirousia avasmontana
- Lapeirousia azurea
- Lapeirousia bainesii
- Lapeirousia barklyi
- Lapeirousia coerulea
- Lapeirousia corymbosa
- Lapeirousia divaricata
- Lapeirousia dolomitica
- Lapeirousia erythrantha
- Lapeirousia exilis
- Lapeirousia fabricii
- Lapeirousia falcata
- Lapeirousia fastigiata
- Lapeirousia gracilis
- Lapeirousia jacquinii
- Lapeirousia littoralis
- Lapeirousia macrospatha
- Lapeirousia masukuensis
- Lapeirousia micrantha
- Lapeirousia montana
- Lapeirousia neglecta
- Lapeirousia odoratissima
- Lapeirousia oreogena
- Lapeirousia otaviensis
- Lapeirousia plicata
- Lapeirousia pyramidalis
- Lapeirousia rivularis
- Lapeirousia sandersonii
- Lapeirousia schimperi
- Lapeirousia setifolia
- Lapeirousia silenoides
- Lapeirousia simulans
- Lapeirousia spinosa
- Lapeirousia tenuis
- Lapeirousia teretifolia
- Lapeirousia verecunda
- Lapeirousia violacea
- Lapeirousia zambeziaca